# Миленко Маричић
Миленко Маричић (Нови Винодолски, 15. април 1928 — Београд, 8. октобар 2002) био је српски и југословенски позоришни и телевизијски редитељ.

## Биографија
Основну школу похађао је у Новом Винодолском и Земуну, а завршио у Београду. Гимназију је почео у Београду, матурирао у Загребу, 1947. Рат и прве послератне године провео у Загребу. После матуре, радио као новинар у загребачком Народном листу у културној рубрици, филмска критика. 
Почетком 1949. долази у Београд на студије режије на тада основаној Позоришној академији. Професори су му били Бојан Ступица и Хуго Клајн. Дипломирао је 1951. године. Од 1953. до 1954. био је редитељ и директор драме у НП у Крагујевцу. У Београд прелази 1955. као редитељ у Београдској комедији и као хонорарни асистент на Академији за позоришну уметност. У Београдско драмско позориште прелази у сезони 1956/57, а 1961. у Народно позориште. 
Предавао на Факултету драмских уметности у свим наставним звањима, био је и шеф катедре, продекан и декан.
Режирао је бројне позоришне представе и ТВ драме. Урадио је и три позоришне и ТВ адаптације.
Био је у браку са Мирославом Миром Чохаџић, телевизијским, позоришним и филмским костимографом.

## Позоришне представе, режија
О режисерском стилу и односу Миленка Маричића према позоришту, Мухарем Первић је написао: Маричић зна да позориште и живот нису исто; оно што тражи то је њихова тајна, дубока веза. Маричић није дословни, тврди реалиста, али ни пуки езгибиционист; његово осећање сценске реалистичности је развијено и дубоко. Није конзервативан, конвенционалан, али не подлеже ни моди ни помодности; не да се површним новотаријама. Његова је амбиција темељитост или зрелост, свеједно. Маричић је присталица модерне, уравнотежене глуме, редитељ ваљаног осећања простора и просторних односа, редитељ присно упућен у текст који ради, са слухом за оркестрацију глумачких гласова.
Представа је за Маричића и поред солидних припрема, авантура, бег и покушај да се прибегне смислу. У сваком случају, представа је ризик,
искушење, задовољство и очај, како кад, и како у којој фази рада на представи. До представе Маричић прелази тежак, дрхтав и драматичан пут;
представа је тако за овог редитеља увек и врста обрачуна са собом, са замишљеним концептом и визијом, али и са Другима, тешко и мукотрпно уклапање
онога што јесте и онога што нам изгледа да јесте. Маричић се скрива и открива у раду на представи, у свом позоришном братству које му, и такво
какво је, помаже да живи, и повремено дарује смисао, лепоту и уметност. И после свега, позориште је за Маричића једино место у коме је позоришни човек срећан. Представа и позориште му пружају и мир и немир, и задовољство и очајање, осећање испуњења, остварености и празнине и промашености.

### Народно позориште, Београд
Коштана, Борисав Станковић (1962), Ревизор, Николај Васиљевић Гогољ (1962), Ана Карењина, Лав Толстој (1966), Шума, Николај Островски (1969), Црнина приличи Електри, Јуџин О’Нил (1972), Дама из Максима, Жорж Фејдо, (1972), Господа Глембајеви, Мирослав Крлежа (1973), Тетовирана ружа, Тенеси Вилијамс (1994).

### Савремено позориште, Београд
Чудна међуигра, Јуџин О’Нил (1960), Поздрав шерифу (На зеленој реци чун), Арсен Диклић (1960), Три дана у паклу, Саша Петровић (1960), Човек, животиња, врлина, Луиђи Пирандело (1961), Филип на коњу, Васа Поповић и Миленко Маричић (1963), Завера осећања, Јуриј Ољеша (1965).

### Београдска комедије, Београд
Зла жена, Јован Стерија Поповић (1955), Нина, Анри Русен (1956), Те-Те-Икс, Сесил Сен-Лорен, Пјер де Мезе (1957), Хладан туш, Владимир Мајаковски (1957).

### Београдско драмско позориште
Пикник, Вилијем Инџ (1956), Доживљаји Николетине Бурсаћа, Бранко Ћопић (1957), Осврни се у гневу, Џон Осборн (1958), Излет у небо, Гроздана Олујић, адаптација Миленко Маричић (1959), Преноћиште, Слободан Стојановић (1980), Ожалошћена породица, Бранислав Нушић (1986).

### Мало позориште „Душко Радовић“, Београд
Атентат, Милош Николић (1989).

### Позориште „Бошко Буха“, Београд
Хајдуци, Бранислав Нушић (1964).

### Позориште на Теразијама, Београд
Народни посланик, Бранислав Нушић (1988).

### Југословенско драмско позориште, Београд:
Афера недужне Анабеле, Велимир Лукић (1969), Освајач, Андреј Хинг (1970), Јелисавете књегиња црногоска, Ђура Јакшић (1972), Ђаво и Господ Бог, Жан-Пол Сартр (1979), Ноћас је ноћ, Видосав Стевановић (1981).

### Атеље 212, Београд
Балада о Тилу Ојленшпигелу, Гинтер Вајзенборн (1960), Драги мој лажљивче, Џером Килти (1961), Арсеник и старе чипке, Џозеф Кесерлинг (1961), Валпургијска ноћ, Велимир Лукић (1964), Камен за под главу, Милица Новковић (1977), Пропаст царства српскога, Миладин Шеварлић (1983), Под Прешерновом бистом, Аленкса Гољевшек (1987).

### Српско народно позориште, Нови Сад
Политеиа или Инспекторове сплетке, Ранко Маринковић (1978), Човек је човек, Бертолд Брехт (1984).

### Народно позориште, Ужице
Добри војник Швејк, Јарослав Хашек, (1956).

### Народно позориште, Ниш
Добри војник Швејк, Јарослав Хашек, адаптација Миленко Маричић (1955).

### Књажевско-српски театар, Крагујевац
Монсерат, Емануел Роблес (1952), Мандрагола, Никола Макијавели (1952), Каролина ријечка, Драго Жерве (1954), Вучјак, Мирслов Крлежа (1954), Добри војник Швејк, Јарослав Хашек (1954), Радозналац, Сервантес (1955), Нина, Андре Русен (1956).

### Народно позориште, Лесковац
Да ли је овуда прошао млади човек, Павел Хануш (1959/1960), Доживљаји Николетине Бурсаћа (1959/1960).

### Представе урађене са студентима
Госпођа Министарка, Бранислав Нушић,
Догађај у граду Гоги, Славко Грум,
Ћелава певачица, Ежен Јонеско.

## ТВ драме и емисије (режија и адаптација)
Ноћна кафана, Бент Брат, 1967; Брачна постеља, Јан де Хартог, 1968; Без трећег, Милан Беговић (адаптација) 1968; Дама с камелијама, Александар Дима Син, 1968; Величанствени рогоња, Фернанд Кромленк, 1969; Француски без муке, Теренс Ратиган, 1970; Чкаља, Слободан Стојановић, 1970; Дом и лепота, Сомерсет Мом, 1971; Афера недужне Анабеле, Велимир Лукић (адаптација Александар Обреновић и М. Маричић, 1972; Циклус Вече с глумцем: Мија Алексић, Перо Квргић, Миодраг Петровић Чкаља, Петре Прличко (документарна серија), 1974; Аутобиографија (из циклуса Нушић наш савременик), 1974; Љубичице, Бранислав Димитријевић, 1975; Тањир врућих чварака, Радомир Суботић, 1975; Диспут у ноћи, Предраг Голубовић, 1976; Вечера за Милицу, Андреј Хинг, 1979; Смрт пуковника Кузмановића, Миладин Шеварлић, 1981; Јелена Гавански, Александар Тишма, 1982; Госпођица Јулија, Аугуст Стриндберг (адаптација), 1985; Проклета авлија, Иво Андрић (адаптација), 1984; Стремницка, Драгана Алексић, 1989.

## Галерија
- Миленко Маричић као студент друге године; фотографисао Дејан Косановић
- Миленко Маричић са једне од проба
- Миленко Маричић портрет
- У Новом Винодолском, на Бризима, крајем осамдесетих година 20. века: Миленко Маричић, Мирослава Мира Чохаџић и Бранка Петрић
- ТВ драма Госпођица Јулија (Аугуст Стриндберг), 1985. Миленко Маричић, Соња Савић и Лазар Ристовски
- Пријемни на Факултету драмских уметности, Београд. У првом реду, слева надесно, седе: Горица Поповић, Огњенка Милићевић, Миња Дедић, Предраг Бајчетић и Миленко Маричић; у другом реду слева: Владимир Јевтовић